# Harald Eckstein
Harald Eckstein (* 1938; † Juli 2018) war ein deutscher Jazzmusiker (Piano). Als Musiker beeinflusste er das norddeutsche Jazzgeschehen und gehörte in den 1960er Jahren mit seinem Harald Eckstein Sextett zu den stilbildenden Bands der Bremer und Bremerhavener Jazzszene.

## Leben und Wirken
Harald Eckstein kam ursprünglich aus Ulm, wo er Ende der 1950er Jahre erste Auftritte als Jazz-Pianist hatte und im Umfeld des damaligen Ulmer Jazzlokals „Gaslaterne“ als einer der „Jazzstars der Stadt“ galt. Er war Amateurmusiker und arbeitete eigentlich als Werbegrafiker. Anfang der 1960er Jahre zog er mit seiner Frau nach Bremen, wo er bei der Werbeagentur Wächter eine Anstellung fand und sich später selbstständig machte.
In Bremen gründete er auch das Harald Eckstein Sextett, dem außer Harald Eckstein (Piano) in der Erstbesetzung Josef „Sepp“ Blecher (Bass), Ed Kröger (Tenorhorn, Posaune), der Afroamerikaner William McKay (Trompete), Rolf Schmidt (Schlagzeug) und Jochen Voß (Saxophon) angehörten. Ecksteins Gruppe trat als Combo, anfangs als Quintett oder später als Sextett vor allem in dem Ende der 1950er Jahre gegründeten Bremerhavener Jazzclub „Chico’s Place“ auf. Damals war es ein Club, in den die in Bremerhaven-Weddewarden stationierten schwarzen GIs gingen und spielten, und in dem es „teilweise riesige Sessions mit tollen Musikern“ gab. Anfang 1965 spielte das Sextett in Bremen zur Neueröffnung des Jazz-Lokals Lila Eule – nach dessen Umzug in die Bernhardstraße im Bremer Viertel –, wo Ecksteins Gruppe fortan zur Hausband wurde und dort regelmäßig zweimal in der Woche auftrat. 1965 und 1966 nahmen sie an den Jazz-Festivals im StuBu des Studentenbundes Bremen teil.
Die Band orientierte sich stilistisch am Modern Jazz und bevorzugte dabei den Hard Bop sowie den Soul-Jazz. Das „brillant eingespielte Sextett“ nahm erfolgreich am Amateur-Jazzfestival Düsseldorf, am Deutschen Jazzfestival Frankfurt am Main, am Amateur Jazz Festival Zürich und dem in Wien teil. 1965 würdigte die Zeit die Stilsicherheit der Band. Im gleichen Jahr drehte Siegfried Schmidt-Joos für Radio Bremen unter dem Titel „Jazz im Teufelsmoor“ ein Porträt des Harald Eckstein Sextetts; Drehort war die damalige „Jazzmühle“ in der nördlich von Bremen und am Rande des Teufelmoors gelegenen, niedersächsischen Kreisstadt Osterholz-Scharmbeck. Die Gruppe spielte auch im Park Hotel Bremen für den thailändischen König Bhumibol Adulyadej – und jammte sogar mit ihm. Als Preisträger des Düsseldorfer Amateur-Jazzfestivals 1966 reiste die Band 1967 nach Kanada und in die Vereinigten Staaten, wo sie in Montreal, New York City und beim Newport Jazz Festival in Rhode Island Konzerte gab.
1971 gastierte Eckstein mit einer Quartettbesetzung beim Montreux Jazz Festival. Nachdem sich einige der Amateurmusiker wieder ihren eigentlichen Berufen zugewandt hatten, löste sich das Sextett allmählich auf. Eckstein verkleinerte die Band zum Quintett und spielte weiterhin in der Lila Eule. Zur letzten Quintettbesetzung der 80er Jahre gehörten neben Harald Eckstein und Jochen Voß, der Kontrabassist Sigi Busch, Posaunist Hans Kämper und Schlagzeuger Hannes Clauss. Dieses Quintett erhielt 1988 den niedersächsischen Jazzpodium-Preis. 
1989 hatte die Band einen ihrer letzten Auftritte im damaligen Bremer Jazzclub „Dix“, das sich im Tivoli-Hochhaus beim Bahnhofsplatz befand.
Im Jahr 2000 zog Eckstein mit seiner Frau nach Worpswede nahe Bremen. Harald Eckstein starb im Juli 2018 im Alter von 79 oder 80 Jahren.